# '74 Jailbreak
'74 Jailbreak è un EP del gruppo musicale australiano AC/DC.

## Il disco
Il disco contiene cinque brani di cui Baby, Please Don't Go è una cover del brano del 1935 di Big Joe Williams.
Nonostante il titolo dell'EP, la canzone Jailbreak è stata effettivamente registrata nel 1976 ed è stata originariamente pubblicata quell'anno nella versione australiana dell'album Dirty Deeds Done Dirt Cheap. Le altre quattro tracce dell'EP furono originariamente pubblicate nella versione australiana dell'album di debutto della band High Voltage, registrato nel 1974 e pubblicato all'inizio dell'anno successivo.
La canzone Jailbreak è stata pubblicata come singolo con il video musicale di accompagnamento contemporaneamente all'EP. Nonostante i brani dell'EP sono stati registrati tra il 1974 e il 1976, '74 Jailbreak è stato pubblicato in tutto il mondo il 15 ottobre 1984 e poi ripubblicato nel 2003 dalla Albert Productions come parte della serie AC/DC Remasters.
Il mini-LP segna la prima pubblicazione postuma di Bon Scott.

## Tracce
1. Jailbreak (M. Young, A. Young & B. Scott) - 4:40 (1976)
2. You Ain't Got a Hold on Me (M. Young, A. Young & B. Scott) - 3:30 (1974)
3. Show Business (M. Young, A. Young & B. Scott) - 4:43 (1974)
4. Soul Stripper (M. Young & A. Young) - 6:23 (1974)
5. Baby, Please don't Go (Big Joe Williams) - 4:50 (Big Joe Williams Cover) (1974)

## Formazione
- Bon Scott - voce
- Angus Young - chitarra solista
- Malcolm Young - chitarra ritmica
- Mark Evans - basso - traccia 1
- George Young - basso - traccia 2, 3, 4 e 5
- Phil Rudd - batteria - traccia 1
- Tony Currenti - batteria - traccia 2, 3 e 4
- Peter Clack - batteria - traccia 5